# Gialdino Gialdini
Gialdino Gialdini (Pescia, Toscana, 10 de novembre de 1842 - 6 de març de 1919) fou un compositor italià.
La seva primera òpera Rosmunda (1868), aconseguí el premi en el concurs obert pel Teatro della Pergola de Florència, òpera a la que li seguiren La secchia rapita (Florència, 1872), L'idolo cinese (1874), I due soci (Bolonya, 1892), La Pupilla (Trieste, 1896), La Bufera (1910). També va escriure diverses composicions instrumentals i vocals.